# Indralaya Mulya
Indralaya Mulya is een bestuurslaag in het regentschap Ogan Ilir van de provincie Zuid-Sumatra, Indonesië. Indralaya Mulya telt 6268 inwoners (volkstelling 2010).